# Matt Terry
Matt Terry er en engelsk sanger som vandt sæson 13 af det britiske udgave af x factor